# Robert Bailey
Robert Martin Bailey (3 de setembro de 1968) é um ex-jogador profissional de futebol americano estadunidense que foi campeão da temporada de 2000 da National Football League jogando pelo Baltimore Ravens.